# Кула (вилает Лозенград)
Вижте пояснителната страница за други значения на Кулата.
Вижте пояснителната страница за други значения на Кула.
Кула или Кулата (на турски: Kula) е село в околия Ковчас, вилает Лозенград, Турция.

## География
Селото се намира в близост до българо-турската граница, 48 км северно от Лозенград.

## История
В XIX век Кула е българско село в Лозенградска кааза на Одринския вилает на Османската империя. Според „Етнография на вилаетите Адрианопол, Монастир и Салоника“, издадена в Константинопол в 1878 година и отразяваща статистиката на населението от 1873 година, Кулата (Koulata) има 52 домакинства и 220 българи.
Според статистиката на професор Любомир Милетич в 1912 година в селото живеят 100 български екзархийски семейства.
При избухването на Балканската война в 1912 година двама души от Кулата са доброволци в Македоно-одринското опълчение.
Българското население на Кула се изселва след Междусъюзническата война в 1913 година.

## Личности
Родени в Кула
- Васил Янчов, свещеник в Коджа бук, Средецко, член на ВМОРО[4]
- Димитър Ив. Лапчев, македоно-одрински опълченец, 1 рота на лозенградска партизанска дружина. носител на бронзов медал[5]
- Милан Петков, български революционер, деец на ВМОК
- Рали Инджев, български революционер, деец на ВМОРО
- Стоян Михалев (1874 – ?), български революционер, лозенградски селски войвода на ВМОРО
- Стоян Попеманоилов (1899 – ?), български юрист, в 1922 година завършил право в Софийския университет[6]